# シデシャジン
シデシャジン（四手沙参、学名：Asyneuma japonicum）はキキョウ科シデシャジン属の多年草。

## 特徴
根茎は横にはう。茎は直立し、高さは50-100cmになり、全体に粗い毛が散生する。葉は互生し、茎の下部につく葉には葉柄があるが、上部にいくにしたがって無柄になる。葉身は長さ5-10cmになり、卵形から長楕円形で、先端はとがり基部はくさび形、縁には不規則な鋸歯がある。
花期は7-8月。花は、茎頂と上部の葉腋に総状花序につく。花冠は青紫色で基部まで5深裂し、裂片は長さ10-15mm、幅1-2mmの線形で、平開し先端は反り返る。雄蘂は5本で花冠裂片よりごく短い。花柱は花冠裂片と同じ長さであり、花冠裂片が平開し反り返っているため長く突出してみえる。柱頭は3裂する。果実は蒴果で、径5-6mmの扁球形となる。
和名の由来は、花冠裂片の細裂のようすを神前に供える四手にたとえたもの。

## 分布と生育環境
日本では、本州および九州に分布し、山地に生育する。世界では、朝鮮、中国東北部、アムール、ウスリーに分布する。